# Rosegg
Rosegg (szlovénül Rožek) osztrák mezőváros Karintia Villachvidéki járásában. 2016 januárjában 1803 lakosa volt. 

## Elhelyezkedése

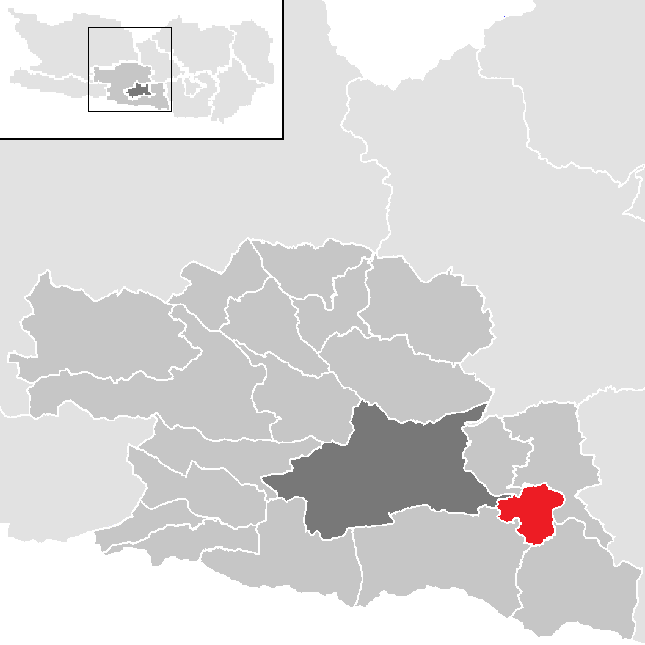
Rosegg a Villachvidéki járásban

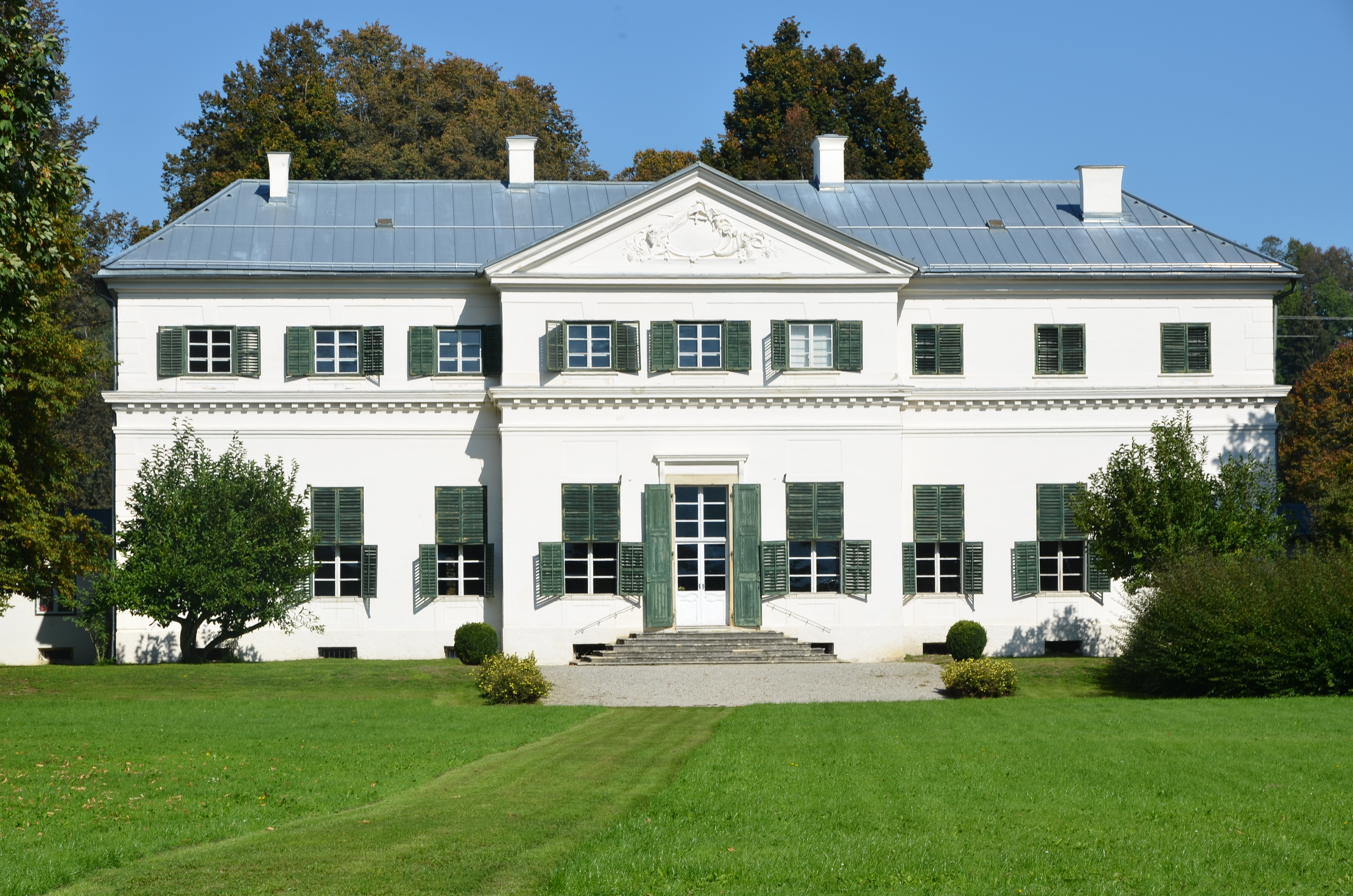
A roseggi kastély

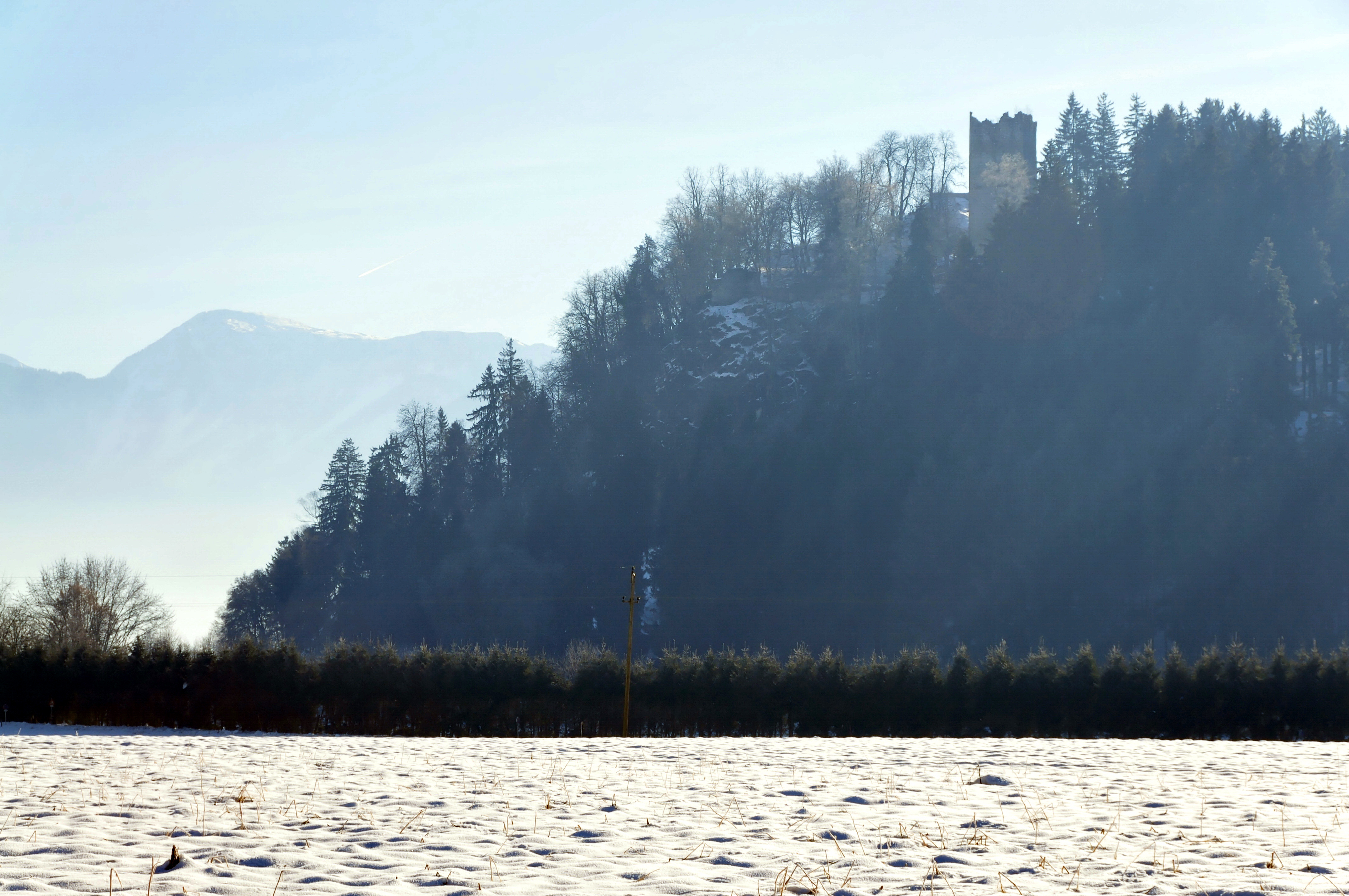
A roseggi várrom

Rosegg Karintia déli részén fekszik a Dráva mentén, a Rosental völgyének nyugati felén. Az önkormányzat 18 falut és egyéb települést fog össze: Berg (63 lakos), Bergl (152), Buchheim (70), Dolintschach (20), Drau (97), Duel (72), Emmersdorf (114), Frojach (9), Frög (121), Kleinberg (25), Obergoritschach (47), Pirk (81), Raun (59), Rosegg (456), Sankt Johann (18), Sankt Lambrecht (178), Sankt Martin (155), Untergoritschach (71).
A környező települések: északkeletre Velden am Wörther See, délkeletre Sankt Jakob im Rosental, délnyugatra Finkenstein am Faaker See, nyugatra Villach, északnyugatra Wernberg.

## Története
A Frög mellett talált, hallstatti kultúrához tartozó sírok tanúsága szerint Rosegg környéke már 3000 évvel ezelőtt is lakott volt, bár a korabeli település feltehetően északkeletebbre, a teraszosra alakított Burgbergen volt található. A frögi temetőt 1882-ben véletlenül fedezték fel és a kultúra nekropoliszai közül Hallstatt után a második legnagyobb Ausztriában. Régészeti szempontból különösen érdekesek a sírokban elhelyezett kis ólomszobrocskák, köztük egy ólomszekérke és 12 db, 3 cm magas állatfigura, amelyek ma a Karintiai Tartományi Múzeumban tekinthetők meg.
Rosegg településként először 1106-ban jelenik meg az írott forrásokban, amikor I. Ulrik aquleiai pátriárka az eberndorfi apátság alá helyezte Ras egyházközséget. Korábban Ras mint dűlőnév jelenik meg egy 875-ös oklevélben. A 12. század végén Rudolf von Ras építtette Rosegg várát, amelynek romjai ma a vadasparkban láthatók. A von Ras család 1315-ben kihalt, a vár és a birtok pedig az évszázadok során többször is gazdát cserélt, többek között egy ideig Wolf Dietrich von Raitenau salzburgi érsek öccsének, Hans Rudolf of Raitenaunak is a kezén volt. 1478-ban a betörő törökök kifosztották a települést. 
1686-ban Georg Nikolaus von Rosenberg gróf szerezte meg Rosegget és egészen 1829-ig leszármazottai, az Orsini-Rosenberg család tulajdonában maradt. Franz Xaver Wolfgang von Orsini-Rosenberg 1772-ben kastélyt építtetett a Dráva mellett és a vár elvesztette jelentőségét. A napóleoni háborúk során 1809-1813 között a település (akárcsak teljes Felső-Karintia) a francia fennhatóságú Illír tartományok része volt. A háború során Rosegg jelentős károkat szenvedett, megsérült a templom is. 1833-ban Johann von Liechtenstein herceg vásárolta meg a kastélyt, amely a mai napig a család birtokában van. 
1849-ben megalakult a községi önkormányzat. 1857-ben egy 7-es erejű földrengés számos épületet megrongált vagy romba döntött. 1888-ban Sankt Jakob in Rosental, 1911-ben pedig Ledenitzen (ma Finkenstein része) elszakadt az önkormányzattól. Az első világháború után a Dél-Karintiáért folyó osztrák-jugoszláv háborúban Rosegg körzetében heves harcok dúltak, különösen a stratégiai fontosságú Dráva-hídnál Sankt Michaelben. 
Rosegg 1930-ban mezővárosi rangot kapott, 1933-ban pedig elfogadták az Orsini-Rosenberg család rózsáját ábrázoló címerét.

## Lakossága
A roseggi önkormányzat területén 2016 januárjában 1803 fő élt, ami nem jelent változást a 2001-es 1802 lakoshoz képest. Akkor a helybeliek 96,2%-a volt osztrák, 1,3% horvát, 1% német állampolgár. 6,1% tartozott a szlovén kisebbséghez. 83,4% római katolikusnak, 6,5% evangélikusnak, 8,3% pedig felekezet nélkülinek vallotta magát.

## Látnivalók

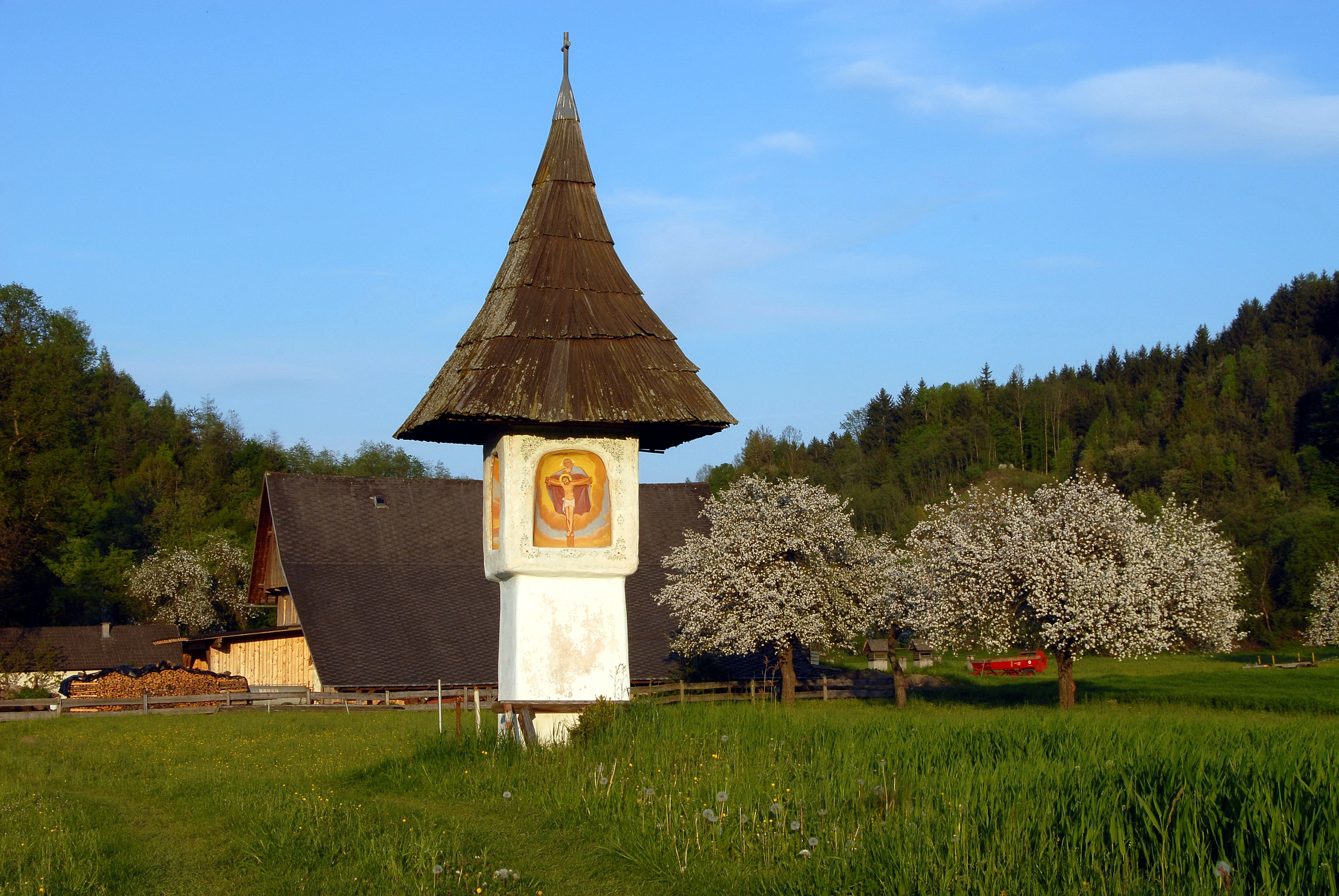
18. századi útmenti oltár

- Az észak-itáliai stílust követő roseggi kastélyt 1772-ben építtette Franz Xaver Wolfgang von Orsini-Rosenberg. 1833 óta a Liechtenstein-család tulajdona
- a 12. századi roseggi várból mára csak néhány falrom maradt
- a vadasparkot 1830-ban alapította Peter von Bohr a kastélydomb tövénél
- a Frög melletti protokelta hallstatti temető
- a 18. századi útmenti oltár Frojach mellett
- a Šikoronja-galéria kortárs osztrák és szlovén művészek műveit állítja ki

## Fordítás
- Ez a szócikk részben vagy egészben  a   Rosegg című német Wikipédia-szócikk ezen változatának fordításán alapul.  Az eredeti cikk szerkesztőit annak laptörténete sorolja fel. Ez a jelzés csupán a megfogalmazás eredetét és a szerzői jogokat jelzi, nem szolgál a cikkben szereplő információk forrásmegjelöléseként.